# Вельбівно
Вельбівно (до 2009 — Вільбівне) — село в Україні, в Рівненському районі Рівненської області.

## Географія

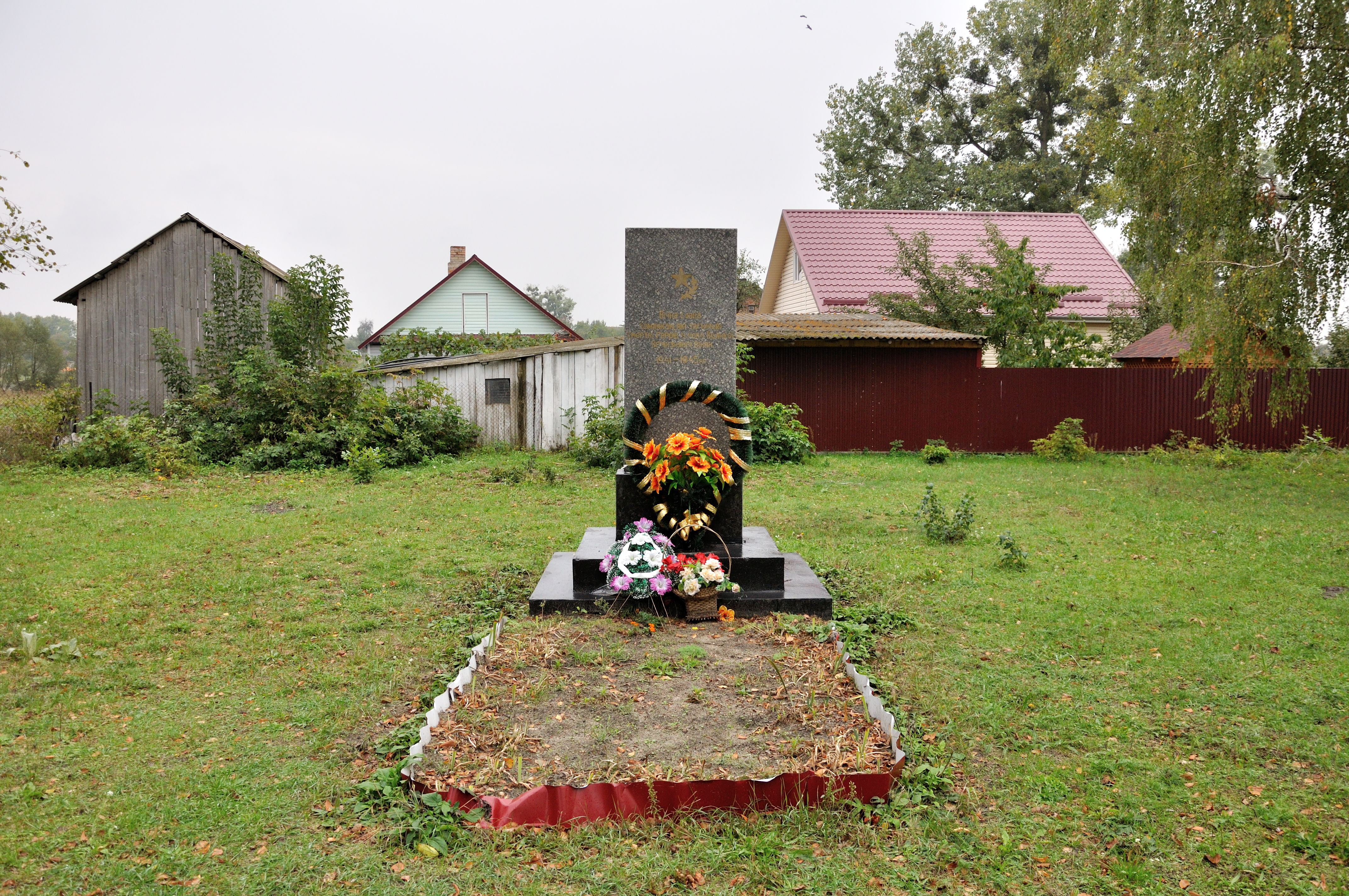
Пам'ятник воїнам-односельчанам, с. Вельбівно

Село розташоване на правому березі річки Горинь. Знаходиться на півдні Рівненського району, за 5 км від центру громади м. Острог, на межі з Хмельницькою областю та межує з містом Нетішин. Через Вельбівно проходить автошлях Н25.
Розташування:

## Історія

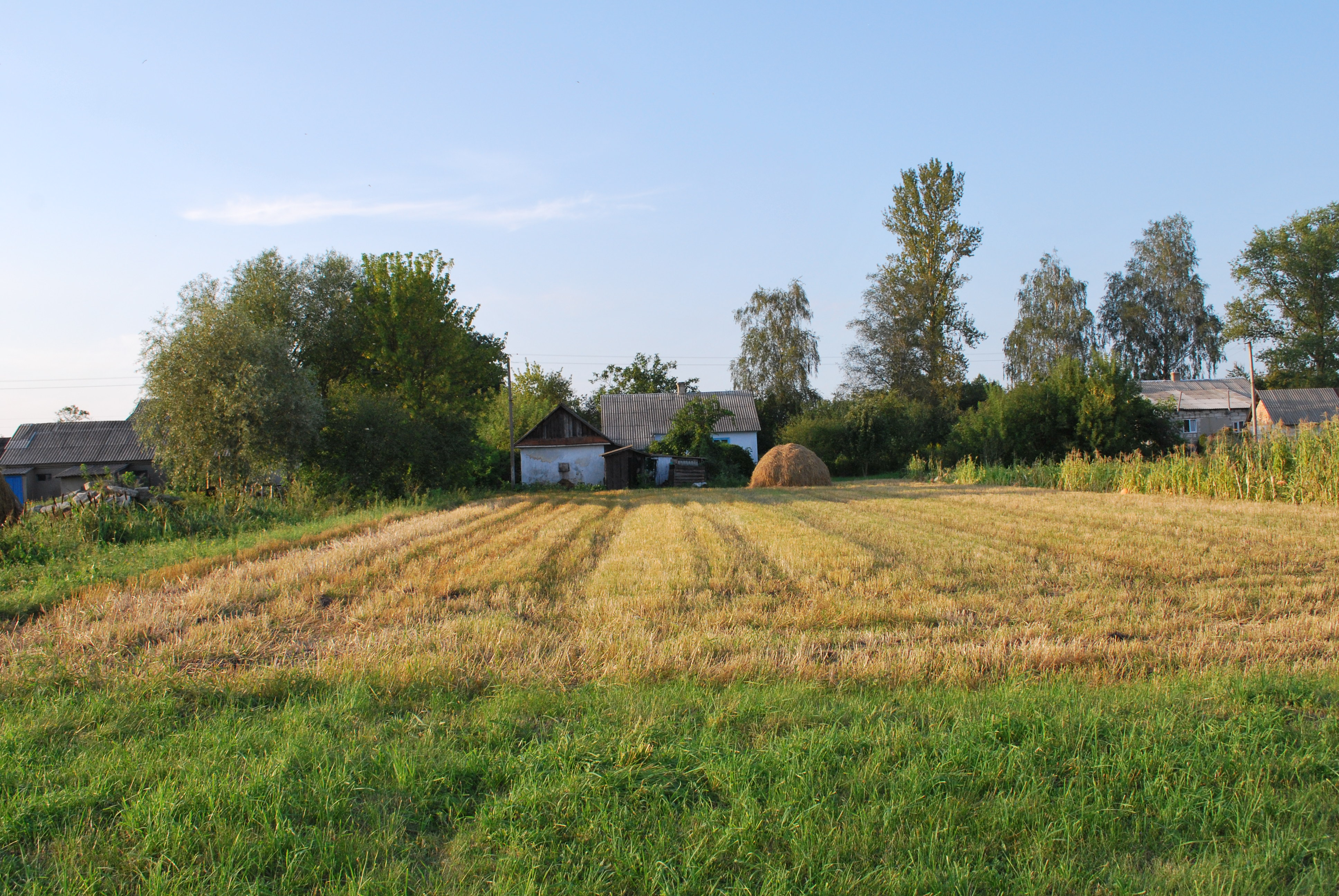
Дворові господарства і городи у селі Вельбівному, неподалік від річки Горинь

Перша згадка про село датується 1542 роком (поділ земель князя Іллі Острозького між Беатою та Гальшкою). В 1576 році Костянтин-Василь Острозький повертає собі Острог і Острозьку волость. 1593 рік — село передається Олізару Єрличу. До 1621 року — під владою Я. Острозького, до 1654 — А.-А. Ходкевич.
З 1654 року і до кінця 18 століття належить князям Яблоновським. В 1780 році князь Яблоновський виділяє землі для будівництва церкви Преображення Господнього (в 1941 році церкву спалили німці, в 1990-х почалася побудова нової церкви на тому місці), діяла церковно-приходська школа на 25 хлопців. В 1917—19рр — зміна 3 влад, багато селян пішли до І Кінної Армії .
У 1906 році село Кривинської волості Острозького повіту Волинської губернії. Відстань від повітового міста 3 верст, від волості 9. Дворів 259, мешканців 1382.
1919—39 роки — село під владою Польщі, недалеко проходив кордон з УСРР(село Солов'є), 1939–1941 роки — відновлення радянської влади, 1941—44 — німецька окупація. В 50-х роках будується восьмирічна школа, колгосп, дитячі ясла. В 1980 році будується нова десятирічна школа.
3 серпня 2014 року архієпископ Рівненський і Острозький Іларіон звершив чин освячення храму на честь Покрови Пресвятої Богородиці та очолив Божественну літургію.
З 12 червня 2020 року у складі Острозької міської громади, до цього було центром Вельбівненської сільської ради.

## Населення
Згідно з переписом УРСР 1989 року чисельність наявного населення села становила 1799 осіб, з яких 866 чоловіків та 933 жінки.
За переписом населення України 2001 року в селі мешкало 1766 осіб. 100 % населення вказало своєю рідною мовою українську мову.

## Відомі люди
- У селі похований поет Криловець Анатолій Олександрович.
- У селі народився Ноцек Микола Лаврентійович — інженер-технолог, організатор нафтової та газової промисловостей, державний службовець.